# Episodi di Dal tramonto all'alba - La serie (terza stagione)
La terza e ultima stagione della serie televisiva Dal tramonto all'alba - La serie (From Dusk till Dawn: The Series) è stata trasmessa in prima visione assoluta negli Stati Uniti d'America dal 6 settembre 2016 su El Rey Network.
In Italia la stagione verrà trasmessa in chiaro su Rai 4 dal 4 gennaio 2017.
| nº | Titolo originale     | Titolo italiano | Prima TV USA      | Prima TV Italia  |
| -- | -------------------- | --------------- | ----------------- | ---------------- |
| 1  | Head Games           | -               | 6 settembre 2016  | 4 gennaio 2017   |
| 2  | La Reina             | -               | 6 settembre 2016  | 4 gennaio 2017   |
| 3  | Protect and Serve    | -               | 13 settembre 2016 | 11 gennaio 2017  |
| 4  | Fanglorious          | -               | 20 settembre 2016 | 11 gennaio 2017  |
| 5  | Shady Glen           | -               | 27 settembre 2016 | 18 gennaio 2017  |
| 6  | Straitjacket         | -               | 4 ottobre 2016    | 18 gennaio 2017  |
| 7  | La Llorona           | -               | 11 ottobre 2016   | 25 gennaio 2017  |
| 8  | Rio Sangre           | -               | 18 ottobre 2016   | 25 gennaio 2017  |
| 9  | Matanzas             | -               | 25 ottobre 2016   | 1º febbraio 2017 |
| 10 | Dark Side of the Sun | -               | 1º novembre 2016  | 1º febbraio 2017 |